# Segundo Congresso Constituinte do Ceará
Dois dias após o movimento armado de 16 de fevereiro de 1892, que depôs o governador do Ceará José Clarindo de Queirós, o vice-governador, Benjamin Liberato Barroso, dissolveu o congresso constituinte cearense e convocou um novo congresso, com poderes ilimitados e constituintes, para reorganizar o estado do Ceará sobre as bases da Constituição Brasileira de 1891.
Foram as novas eleições realizadas em 10 de abril de 1892, sendo instalado o Segundo Congresso Constituinte do Estado do Ceará 30 dias depois, havendo seus trabalhos se estendidos até 12 de junho, quando foi então promulgada a segunda Constituição política do estado do Ceará, que consolidou o sistema unicameralista do Poder Legislativo, por meio da criação da Assembleia Legislativa e da extinção do Senado Estadual. Essa Constituição vigorou por 33 anos, com poucas alterações, e contribuiu com a consolidação institucional do regime republicano no estado do Ceará e, por extensão, no Brasil.

## Senadores participantes
- Antônio Pinto Nogueira Acioli
- Pedro Augusto Borges
- João Brígido dos Santos
- Antônio Joaquim Guedes de Miranda
- João Paulino de Barros Leal
- Helvécio da Silva Monte
- Gonçalo de Almeida Souto
- Manuel Ambrósio da Silveira Torres Portugal
- Carlos Felipe Rabelo de Miranda
- Salustiano Moreira da Costa Marinho
- João Severiano da Silveira
- José Marrocos Pires de Sá

## Deputados participantes
- Urcesino Xavier de Castro Magalhães
- Alfredo José Barbosa
- Manuel Nogueira Borges
- Francisco Batista Vieira
- João Arnoso
- José Tomás Lobato de Castro
- Ildefonso Correia Lima
- João Marinho de Andrade
- Francisco Benévolo
- Jovino Guedes Alcoforado
- Tomás Pompeu Pinto Acioli
- Agapito Jorge dos Santos
- Lourenço Alves Feitosa e Castro
- José Pinto Coelho de Albuquerque
- João Martins Alves Ferreira
- Francisco Gomes de Oliveira Braga
- Antônio Pereira da Cunha Callou
- José Nogueira do Amorim Garcia
- Tibúrcio Gonçalves de Paula
- Francisco Alves Barreira
- Cunegundes Vieira Dias
- Antônio Gurgel do Amaral Valente